# ベルギー・フラン
ベルギー・フラン（オランダ語：Belgische frank, フランス語：franc belge, ドイツ語：Belgischer Franken）とは、2002年にユーロが流通するまでベルギーにおいて使用されていた通貨。補助通貨単位はサンチーム（オランダ語：centiem, フランス語：centimes, ドイツ語：Centime）で、1フラン = 100サンチームとされていた。

## 歴史
西ヨーロッパで革命が相次ぎ、またナポレオン時代のフランスが対外拡大を進めたことで、フランス・フランがこの地域で広く流通するようになった。オーストリア領ネーデルラント（のちのベルギー）ではクローネンターラーにかわってフランが使用されるようになった。その後フランはネーデルラント連合王国が樹立した際にオランダ・ギルダーに切り替えられた。
ネーデルラント王国から独立したことにより新たに誕生したベルギー王国は1832年に、フランス・フランと等価とする独自のフランを導入し、この新たなフランの導入は1848年にルクセンブルクが、1850年にスイスがベルギーに続いた。また1862年には統一されたイタリアでも似たような基本制度をもつリラが制定された。
1865年、フランス、ベルギー、スイス、イタリアによってラテン通貨同盟が結成され、1868年にはギリシャもこれに加わった。各国はそれぞれの通貨単位（フラン、リラ、ドラクマ）を有しており、いずれも1単位を4.5グラムの銀、または290.322ミリグラムの純金と等価とし、いずれの通貨との間で1:1での交換が可能とされた。1870年代に金本位制が定着するようになっても、このラテン通貨同盟の体制は1914年まで維持された。
1926年にフランスと同じくベルギーでは貨幣価値が下落し、通貨への信頼が急激に低下する。これによって国際取引で新たな金本位通貨が導入されることになり、5フランと等価のベルガが制定され、またベルギーはラテン通貨同盟から脱退し、同盟はその年末に消滅した。ベルガはポンド・スターリングに対して1ポンド = 35ベルガ（= 175フラン）で固定され、また金に対しては1ベルガ = 純金209.211ミリグラムとされた。また1921年のベルギー・ルクセンブルク通貨同盟は存続しており、1932年の完全な経済同盟の基礎を形成していた。1935年、ベルギー・フランは28%切り下げられ、純金に対して150.632ミリグラムとなり、またルクセンブルクとベルギーのフランとの間でも1ルクセンブルク・フラン = 1+1⁄4ベルギー・フランに改定された。
1940年5月にベルギーがドイツに占領された際に、1フランは0.1ライヒスマルクに、その後同年7月に0.08ライヒスマルクに固定された。1944年に解放された際に、ベルギー・フランはブレトン・ウッズ体制に参加し、10月5日には1USドル = 43.77フランと設定された。その後1946年に1USドル = 43.8275フランに、1949年9月のポンド・スターリングの切り下げを受けて1USドル = 50フランに変更されていった。
他の10のヨーロッパの通貨と同じく、ベルギー / ルクセンブルク・フランは1999年1月1日に銀行間決済などでの使用が停止され、その際に1ユーロ = 40.3399フラン（1フラン = 0.024789ユーロ）に固定された。従来のフラン硬貨・紙幣は2002年2月28日に法的効力が消滅された。

## 言語
当初ベルギー・フランはフランス語だけが記載されていた。ところが1869年からはオランダ語が書かれた硬貨が導入された。その後の硬貨の一部は両方の言語が記載されるようになった。両言語が硬貨の両面に記載されるようになったとき、オランダ語を左側に、フランス語を右側にしたものと、その逆にしたものの2種類が作られていた。1880年代には紙幣に両言語が記載されるようになり、1992年からは表面にフランス語またはオランダ語が記載され、裏面にはドイツ語と表面で記載されなかった言語が記載されるようになった。記念硬貨の中にはドイツ語が入れられたものもあったが、通常の硬貨にはドイツ語が記載されるということはなかった。

## ベルギー国内におけるルクセンブルク・フランの使用
1944年から2002年にかけて、1ルクセンブルク・フランは1ベルギー・フランと等価であった。両方のフランは両国において法的効力を有していたが、法的効力があることが知られていなかったり、あるいはほかの客が銀行に行って両替をするという面倒を嫌ってルクセンブルク・フランの受け取りを拒否するということが考えられていたりしたことから、ベルギー国内の店ではルクセンブルク紙幣を用いた支払いが断られるということがあった。

## 硬貨

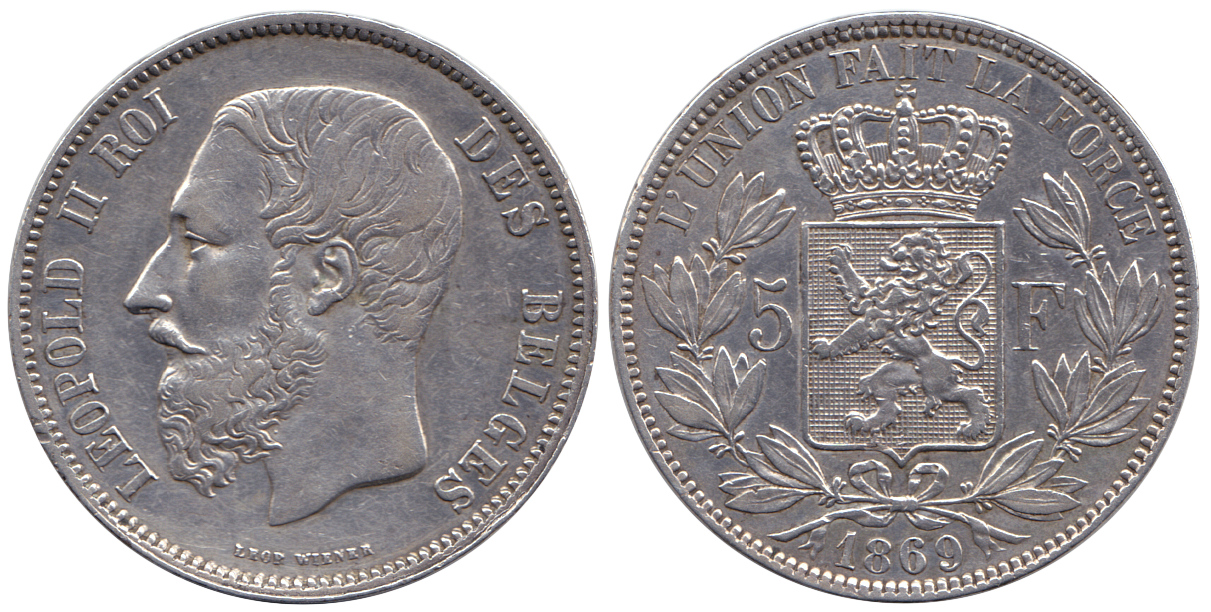
5フラン 1869年

1832年から1834年の間、1, 2, 5, 10サンチーム銅貨と1⁄4, 1⁄2, 1, 2, 5フラン銀貨、20フランと40フラン金貨が導入されていた。初期の1サンチーム、2サンチーム硬貨の一部にはオランダの1⁄2セント、1セント硬貨を鋳造しなおしたものであった。1841年以降は40フラン硬貨の発行が停止されたが、その一方で1848年から1850年にかけて2+1⁄2フラン銀貨と10フラン、25フラン金貨が発行された。1852年には20サンチーム銀貨のかわりに1⁄4フラン硬貨が導入された。1860年、20サンチーム白銅貨が導入され、翌年には5サンチーム、10サンチーム白銅貨が発行されるようになった。1876年には5フラン銀貨が廃止される。1901年から1908年にかけて、穴の開いた5, 10, 25サンチーム白銅貨が導入された。
1914年、1サンチーム硬貨とすべての銀貨、金貨の発行が停止された。ドイツ占領地域では5, 10, 25サンチーム銅貨が導入され、その後1918年には50サンチーム銅貨が導入された。1919年になると2サンチーム硬貨の製造が終了した。1922年と1923年には50サンチーム、1フラン、2フランニッケル貨が発行されるようになり、それらには "Bon pour"（フランス語）"Goed Voor"（オランダ語）の文字が刻まれていた。1930年には5サンチームと10サンチーム硬貨が白銅からニッケル黄銅に変更され、また1938年には25サンチーム硬貨もニッケル黄銅に変更された。さらに1930年には5フランが、1931年には20フラン硬貨がそれぞれニッケル製に変更され、1933年には20フラン硬貨が、1939年には50フランがそれぞれ銀製となった。
1940年にドイツがベルギーを占領したことにより銀貨が廃止された。1941年、5, 10, 25サンチーム硬貨と1フラン、5フラン硬貨で使われていた金属がすべて銅に変更された。1944年、連合国により2500万枚の2フラン硬貨がフィラデルフィア造幣局において、1943年の鋼鉄セント硬貨地板の余剰分で鋳造された。1948年に5フラン白銅貨と50フラン、100フラン銀貨が、1949年に20フラン銀貨が、1950年に1フラン白銅貨がそれぞれ導入された。また20サンチーム銅貨が1953年に、50サンチーム銅貨が1952年にそれぞれ導入された。1955年になると銀貨の鋳造が停止された。
1964年になると20サンチーム銅貨にかわって25サンチーム白銅貨が発行されるようになった。1969年から1979年には10フランニッケル貨が、1980年には20フラン銅貨が、1987年には50フランニッケル貨が導入された。1986年には5フラン硬貨の白銅がアルミニウム銅合金に、1989年には1フランの白銅がニッケルでめっきされた鉄にそれぞれ替えられた。
| 硬貨         | 硬貨    | 硬貨  | 硬貨                        | 硬貨               | 硬貨           | 硬貨     | 硬貨   |
| 額面         | 直径    | 重量  | 配合                        | 表面               | 裏面           | 鋳造開始 | 廃止   |
| ------------ | ------- | ----- | --------------------------- | ------------------ | -------------- | -------- | ------ |
| 25サンチーム | 16 mm   | 2.00g | Cu : 75 % Ni : 25 %         | 鉱山労働者とランプ | 王冠、額面     | 1964年   | 1980年 |
| 50サンチーム | 19mm    | 2.75g | Cu : 95 % Sn : 3 % Zn : 3 % | 鉱山労働者とランプ | 王冠、額面     | 1952年   | 2002年 |
| 1フラン      | 21mm    | 4.00g | Cu : 75 % Ni : 25 %         | 女性の頭部         | 王冠、枝、額面 | 1950年   | ??     |
| 1フラン      | 18mm    | 2.75g | Fe : 94 % Ni : 6 %          | ボードゥアン1世    | 王冠、額面     | 1988年   | 2002年 |
| 1フラン      | 18mm    | 2.75g | Fe : 94 % Ni : 6 %          | アルベール2世      | 額面           | 1994年   | 2002年 |
| 5フラン      | 24mm    | 6.00g | Cu : 75 % Ni : 25 %         | 女性の頭部         | 王冠、枝、額面 | 1948年   | ??     |
| 5フラン      | 24mm    | 5.50g | Cu : 92 % Al : 6 % Ni : 2 % | ボードゥアン1世    | 額面           | 1986年   | 2002年 |
| 5フラン      | 24mm    | 5.50g | Cu : 92 % Al : 6 % Ni : 2 % | アルベール2世      | 額面           | 1994年   | 2002年 |
| 10フラン     | 27mm    | 8.00g | Ni : 100 %                  | ボードゥアン1世    | ベルギーの国章 | 1969年   | 1985年 |
| 20フラン     | 25.65mm | 8.50g | Cu : 92 % Ni : 6 % Al : 2 % | ボードゥアン1世    | 葉と額面       | 1980年   | 2002年 |
| 20フラン     | 25.65mm | 8.50g | Cu : 92 % Ni : 6 % Al : 2 % | アルベール2世      | 額面           | 1994年   | 2002年 |
| 50フラン     | 22.75mm | 7.00g | Ni : 100 %                  | ボードゥアン1世    | 額面           | 1987年   | 2002年 |
| 50フラン     | 22.75mm | 7.00g | Ni : 100 %                  | アルベール2世      | 額面           | 1994年   | 2002年 |

## 紙幣
1835年から1841年にかけて、ソシエテ・ド・コメルス・ド・ブリュッセル（Société de Commerce de Bruxelles）、バンク・レグレル（Banque Legrelle）、ソシエテ・ジェネラル・プール・ファヴォリゼ・ランデュストリ・ナスィオナル（Société Générale pour Favoriser l'Industrie Nationale）、バンク・ド・ベルジック（Banque de Belgique）、バンク・ド・フランドル （Banque de Flandre） 、バンク・リエジョワーズ・エ・ケース・デパルニュ（Banque Liégeoise et Caisse d'Épargnes）は5, 10, 20, 25, 50, 100, 250, 500, 1000フラン額面の紙幣を発行していた。
1851年、ベルギー国立銀行は20, 50, 100, 500, 1000フラン紙幣の発行を開始し、その後1914年に1, 2, 5フラン紙幣を導入した。ソシエテ・ジェネラルでは1915年から1912年にかけてドイツ占領地域で1, 2, 5, 20, 100, 1000フラン紙幣を発行していた。
1926年には財務省が5フランと20フランの紙幣を印刷した。1927年、国立銀行によりフランとベルガの両方の単位が記載された紙幣が印刷され、50, 100, 500, 1000, 10000フラン（10, 20, 100, 200, 2000ベルガ）紙幣が発行された。
1944年にドイツから解放されたことをうけて、5, 10, 100, 500, 1000フラン（1, 2, 20, 100, 200ベルガ）新紙幣が導入された（日付は1943年となっており、イギリスで印刷された）。このとき発行された紙幣がベルガの単位を持つ最後のものとなった。1948年には財務省により50フラン新紙幣が、1950年には20フラン新紙幣がそれぞれ導入される一方で、国立銀行は引き続き100, 500, 1000フラン紙幣を発行した。1971年には5000フラン紙幣が導入され、また財務省による20フラン、50フラン紙幣がそれぞれ1980年と1987年に硬貨に切り替えられた。1992年には5000フラン紙幣の印刷が停止され、かわりに10000フラン紙幣が導入された。また1994年に2000フラン紙幣が導入された。
| 額面 | 100フラン              | 200フラン          | 500フラン        | 1000フラン             | 2000フラン           | 10,000フラン                 |
| ---- | ---------------------- | ------------------ | ---------------- | ---------------------- | -------------------- | ---------------------------- |
| 人物 | ジェームズ・アンソール | アドルフ・サックス | ルネ・マグリット | コンスタン・ペルメーク | ヴィクトール・オルタ | 国王アルベール2世 王妃パオラ |
| 画像 |                        |                    |                  |                        |                      |                              |

| 額面 | 20フラン            | 50フラン                           | 100フラン              | 500フラン              | 1000フラン                               | 5000フラン       | 10,000フラン                       |
| ---- | ------------------- | ---------------------------------- | ---------------------- | ---------------------- | ---------------------------------------- | ---------------- | ---------------------------------- |
| 人物 | 国王ボードゥアン1世 | 国王ボードゥアン1世 王妃ファビオラ | ヘンドリク・ベヤールト | コンスタンタン・ムニエ | アンドレ＝エルネスト＝モデスト・グレトリ | ヒードー・ヘゼル | 国王ボードゥアン1世 王妃ファビオラ |
| 画像 |                     |                                    |                        |                        |                                          |                  |                                    |